# Samling af wisor, poesier och artiga anecdoter
Samling af wisor, poesier och artiga anecdoter är en privat anteckningsbok från det gustavianska Stockholm, skriven av Petter Wissman år 1786. Det är ett historiskt verk som används som källa för forskning om bland annat Stockholms sexhandel och dess aktörer under den gustavianska tiden, och är en av två listor av samma slag från ungefär samma tidpunkt vid sidan av listan Horor i Stockholm i slutet på 1760-talet. 

## Innehåll
Boken innehåller verser, rim och dikter. Dessa är uppenbart inspirerade av Bellmans stil och innehåller liksom denna referenser till Damon, Cloris, Bacchus och Fröja, valthornsstötar och närhet till döden. 
Boken är emellertid främst känd i historisk forskning kring dåtida prostitution i Stockholm. I mitten av boken finns en sju sidor lång lista över samtida prostituerade och kopplare i Stockholm, och deras adresser. Den har titeln »Caracterer Namn: Öknamn på Publika staden, gator och gränder var de bor i husett På malmarna ock i staden», med undertiteln »Förteckning uppå de namnkunnig Stockholms damer tillika med dess öknamn.» Listan innehåller 107 namn, varav 16 kopplare: de flesta med enbart efternamn, 76 av dem även med öknamn. Listan har uppdaterats och vissa namn har ändrats och överstrukits.

## De prostituerade
De prostituerade kallas "publika" kvinnor och indelas i »fruar och mamsäller». Listan namnger flera kända prostituerade från den gustavianska epoken. Bland dem fanns Charlotte Slottsberg, som var den kanske mest kända kurtisanen vid denna tid, och »Catharina Norman på luckan». 
Listan ska inte betraktas som helt tillförlitlig, eftersom det förekommer kvinnor på den som uppenbart inte prostituerade sig. Under samtiden cirkulerade ofta listor på kvinnor som spreds till män som var intresserade av att köpa sex, och kvinnor kunde placeras på dessa listor för att de uppfattades som prostituerade enligt rykte, även om detta faktiskt inte var med sanningen överensstämmande. Elisabeth Olin fanns till exempel upptagen på listan trots att hon vid denna tid levde på en mycket hög inkomst från sin operakarriär, och hennes närvaro där beror möjligen på att hon hade rykte om sig att begå äktenskapsbrott på grund av sitt förhållande med Carl Stenborg, snarare än på att hon ägnade sig åt faktisk prostitution. Det fanns också en samtida uppfattning om att kvinnliga scenartister ofta uppfattades som tillgängliga för prostitution.

## Kopplare
Under en särskild rubrik återfinns namn på både manliga och kvinnliga kopplare under rubriken »Koplare och Koplerskor». Sexton kopplare nämns, i vissa fall med öknamn, gatuadress och antal trappor angivna. Magnus Ahlström finns inte på listan, något som ytterligare stödjer teorin att hans påstådda bordell Ahlströms jungfrubur i själva verket är en 1800-talsmyt. 
Bland kopplarna nämns Lovisa von Plat först i raden som Lovisa von Platten med öknamnet "Näslösa", vilket antyder att hon drabbats av syfilis (hon anges ha dött 1785). Vissa av dem står omnämnda endast under sina efternamn och kan inte identifieras. Fem av de oidentifierade tycks i varje fall klart identifierade som kvinnor med tanke på de könade öknamnen: Damberg "Surfitta" på Västerlånggatan 31, Lilla semlan Norström på Österlånggatan, Finska frun Brodin på Yxsmedsgränd 9 och "Tackan" Hedberg på Yxsmedsgränd 6. Övriga namn är »Syltsprutan» Pettersson och »Danska sorgen» Gårre på Baggensgatan. Ingen av kopplarna kan klart identifieras som man, men eftersom rubriken är "kopplare och kopplerskor" kan någon av de personer som listas under enbart efternamn vara män. 
Inga direkta bordeller eller jungfruburar finns nämnda på listan, vilket understödjer tesen om att de dåtida prostituerade i Stockholm inte använde sig av särskilda lokaler för prostitution i senare mening, utan tillfälliga hyrrum eller sina bostäder.

### Allmänna källor
- Lennartsson, Rebecka (2019). Mamsell Bohmans fall: nattlöperskor i 1700-talets Stockholm. Stockholms stads monografiserie, 0282-5899 ; 265Kriterium, 2002-2131 ; vol. 17. [Stockholm]: Stockholmia förlag. Libris mxlhr9rdk9gmvlv3. ISBN 9789170313165
- Gunilla Roempke (1994). Gunilla Roempke. red. Vristens makt – dansös i mätressernas tidevarv. Stockholm: Stockholm Fischer & company. ISBN 91-7054-734-3
- Carl Forsstrand: Sophie Hagman och hennes samtida. Några anteckningar från det gustavianska Stockholm. Andra Upplagan. Wahlström & Widstrand, Stockholm (1911)